# Die Wäscherinnen von Portugal
Die Wäscherinnen von Portugal, Alternativtitel Die schöne Portugiesin, ist eine romantische Filmkomödie des französischen Regisseurs Pierre Gaspard-Huit aus dem Jahr 1957. Der Farbfilm behandelt satirisch die Welt der Werbeagenturen.
Das titelgebende Lied Les Lavandières du Portugal, 1955 komponiert von André Popp und mit Text von Roger Lucchesi, kommt im Film prominent vor und erlangte einige Popularität in Frankreich, insbesondere in der Interpretation von Jacqueline François (12 Wochen lang Nummer-eins in Frankreich 1955), aber auch Suzy Delair, Yvette Giraud, Marie Myriam, und Luis Mariano sangen das Lied. Auch Bert Kaempfert und andere spielten Versionen ein.

## Inhalt
Die Pariser Werbeagentur von Jean-François Aubray konkurriert mit der Agentur seiner verflossenen Geliebten Catherine Deligny um einen großen Auftrag für eine neue Waschmaschine. Eine authentische traditionelle Waschfrau soll zentrales Motiv der Kampagne werden.
Auf der Suche nach der idealen Kandidatin reisen beide Agenturen nach Portugal und liefern sich ein Wettrennen in der ländlichen Provinz Zentral-Portugals. Catherines Agentur O.P.I. hat die Nase zunächst vorne, als sie in Nazaré die einfache, attraktive Mariana als ideale Besetzung entdecken. Doch diese interessiert sich nicht für die Verlockungen der Werbebranche.
Nun versucht Jean-François, immer mit seinem treuherzigen Fotografen Marc im Schlepptau, das Herz Marianas zu erobern und sie auf die Weise doch noch zu überzeugen und sie für seine Agentur zu gewinnen. Schließlich erliegt Mariana den Annäherungen Jean-François und fasst sie als Heiratsabsicht auf. Sie willigt nun auch für die Werberolle ein.
Jean-François versucht danach, sich Marianas zu entledigen, und diese erkennt nun die tatsächliche Situation. Catherine nähert sich der unglücklichen Mariana an, wirbt sie ab und entwickelt mit ihr eine List, um Marianas Glück zu retten. Jean-François wendet sich derweil seinem neuen Auftrag und seinem neuen Model Elga zu, was neue Probleme mit sich bringt. Doch Catherine und Mariana geben nicht auf.

## Rezeption
Der Film kam am 23. August 1957 in die französischen Kinos und lief danach in einer Vielzahl west- und osteuropäischer Länder und in Mexiko (portugiesische Premiere am 13. Februar 1958).
Im Film sind eine Reihe malerischer Orte Portugals zu sehen (Nazaré, Óbidos, Tomar, die Templerburg von Almourol am Tejo u. a.), portugiesische Musik ist zu hören (u. a. hat Fado-Sänger Carlos Ramos mit seiner Portugiesischen Gitarre einen Auftritt) und Volkstanz, Trachten und Folklore in Nazaré werden gezeigt, darunter die beiden althergebrachten hiesigen Varianten der Küstenfischerei, die Arte xávega (mit Ochsen) und die Ala-Arriba! (von Menschen gezogene Netze).
Die abgehobene Welt der Werbebranche in Paris kontrastiert hier mit der idealtypisch überzeichneten, einfachen und bodenständigen Welt der Wäscherinnen, Bauern und Fischer in der Provinz Portugals. Die spanische Darstellerin der Mariana (Paquita Rico) spricht hier Französisch mit portugiesischem Akzent und etwas Portugiesisch, ebenso die hauptsächlich portugiesischen Nebendarsteller in den in Portugal spielenden Szenen.

„Eine gut gespielte Satire auf die Eigenheiten der Werbebranche, die sentimentale, musikalische und folkloristische Elemente einzubinden versucht.“

2011 erschien der Film als DVD mit Bonus-Material bei L.C.J. in Frankreich, 2021 auch erstmals in Deutschland, unter dem Titel Die schöne Portugiesin.